# Tableau vivant

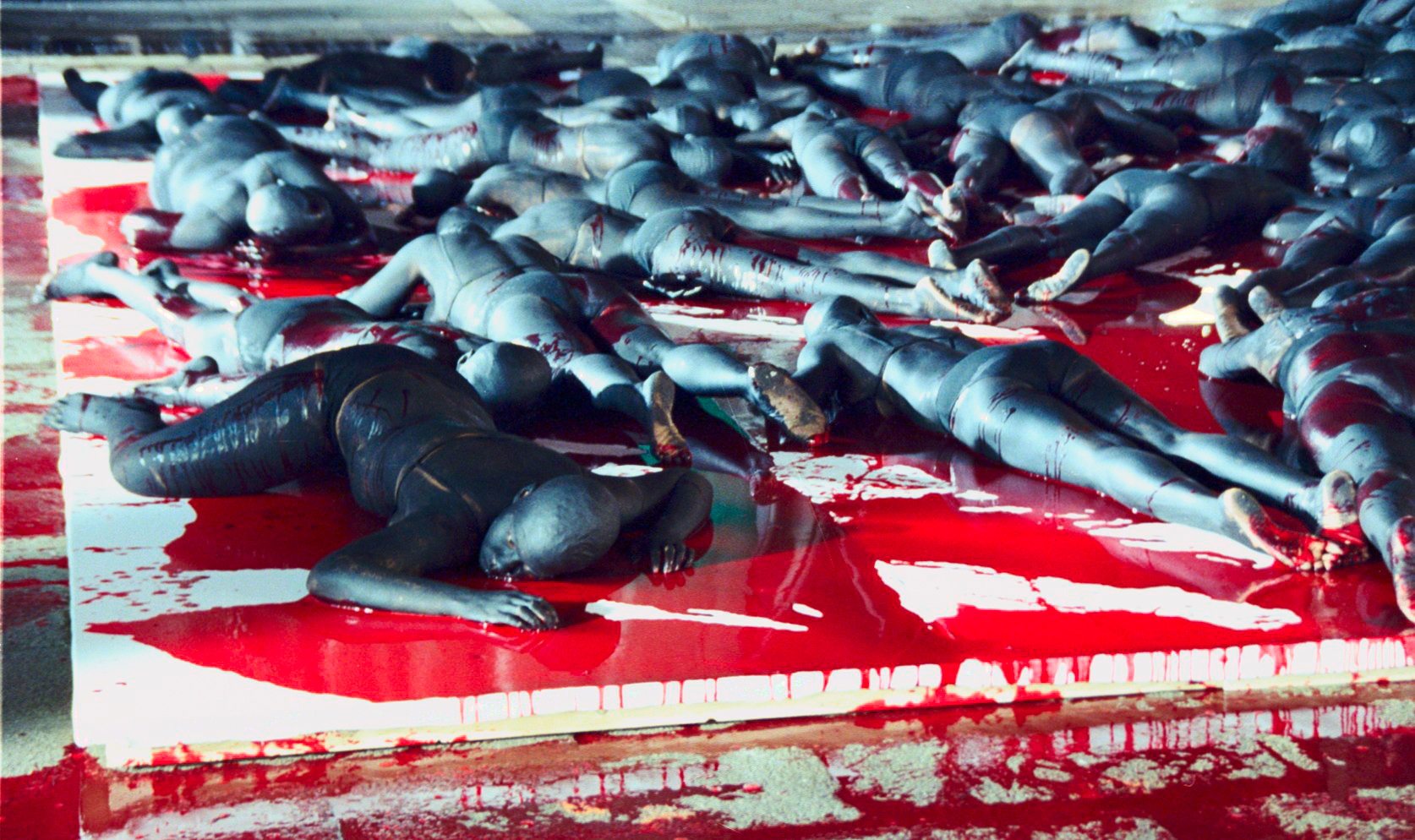
VB-61 Still Death!, quadro vivente di Vanessa Beecroft (2007)

Tableau vivant (/tablo vivɑ̃/) è un'espressione francese che significa «quadro vivente» e, in arte, descrive uno o più attori o modelli d'artista opportunamente mascherati a rappresentare una scena come in un quadro vivente.
Per tutta la durata della "visione", le persone non parlano e non si muovono. L'approccio si sposa così con le forme d'arte del palcoscenico con quelli di pittura o della fotografia. Il più recente periodo di massimo splendore del tableau vivant è stato il XIX secolo.